# Holzhausen (Burbach)

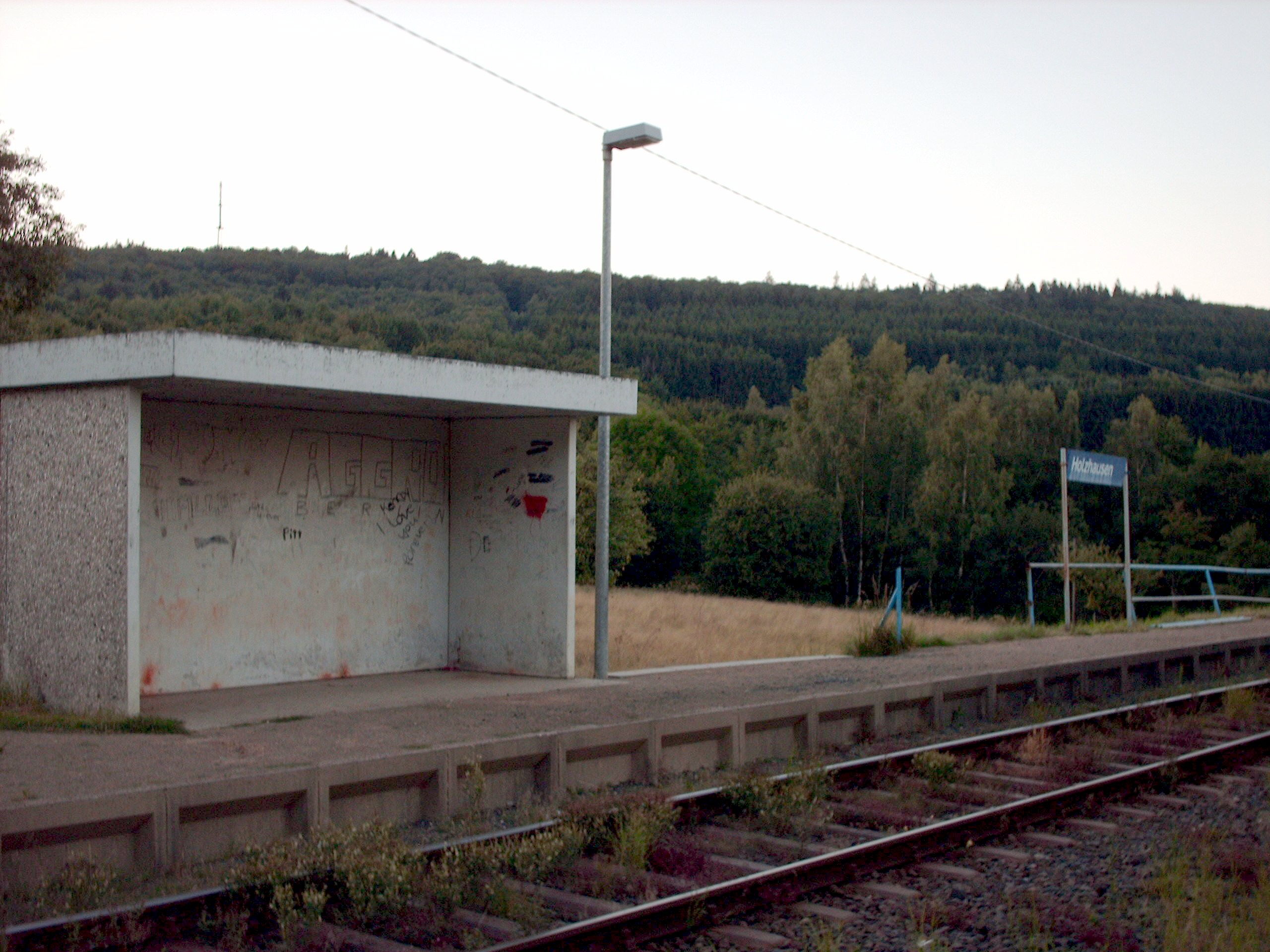
Holzhausener Bahnhof

Holzhausen ist ein Ortsteil der Gemeinde Burbach im Kreis Siegen-Wittgenstein in Nordrhein-Westfalen. Mit etwa 2311 Einwohnern ist der Ort nach Burbach der zweitgrößte der Gemeinde.

## Geographie
Holzhausen liegt im Hickengrund im südlichen Siegerland direkt an der westfälisch-hessischen Landesgrenze. Der Ort befindet sich im Tal zwischen dem Gebirgskamm Die Höh (bis 598 m) im Norden und den Ausläufern des Westerwalds im Süden auf einer Höhe von ca. 380 m ü. NN. Holzhausen liegt etwa 7 km südöstlich von Burbach, 25 km südöstlich von Siegen und 12 km nordwestlich von Dillenburg. Es besteht eine Verbindung zur Bundesautobahn 45 und der B 54. Weiterhin existiert ein Haltepunkt an der Bahnstrecke Betzdorf–Haiger.

### Nachbarorte
Nachbarorte sind Würgendorf im Norden, Allendorf im Nordosten, Haiger und Flammersbach im Osten, Niederdresselndorf im Süden, Lützeln im Südwesten und Burbach (Siegerland) im Westen.

## Geschichte
1326 wurde der Ort Holzhausen erstmals urkundlich erwähnt. Um 1450 wurde die Holzhäuser Kapelle fertiggestellt. 1607 wurde Holzhausen von Haiger zum Kirchspiel Niederdresselndorf umgepfarrt und der Hickengrund durch Georg von Beilstein zur Amtsvogtei Burbach verlegt. Die Zuordnung des Hickengrundes wurde 1739 dann zur Nassau-Dietz’schen Linie mit Sitz in Dillenburg geändert. Im Jahre 1550 verfügte der Ort über eine lateinische Schule und 1584 kam eine deutsche Schule hinzu. 1634 überfielen die Schweden den Ort. Von 1806 bis 1812 war der Hickengrund Teil des unter Napoleon neuerstandenen Herzogtums Nassau, 1816 wurde Holzhausen Teil des preußischen Landkreises Siegen. 1820 war Holzhausen mit 800 Einwohnern neben Weidenau die zweitgrößte Gemeinde im Siegerland. Die Eisenbahnlinie Gießen–Köln führt durch den Hickengrund und wurde 1861 eröffnet. 1900 gab es 900 Einwohner im Ort. 1903 wurden in allen Fluren Wege angelegt. 1904 wurden Wasserleitungen gelegt, 1913 gab es den ersten Strom.
Das erste Opfer der Nazis im Siegerland war ein Dorfjunge aus Holzhausen. Er wurde am 7. Juli 1932 in seinem Elternhaus erschossen. Am 27. März 1945 befreiten die Amerikaner den Ort.
1966 gewann Holzhausen den Wettbewerb „Unser Dorf soll schöner werden“. Dies wiederholte sich im Jahr 2002. 1968 wurde eine Umgehungsstraße gebaut. Am 1. Januar 1969 wurde das Amt Burbach aufgelöst und der Ort im Zuge der kommunalen Neugliederung in die neue Großgemeinde Burbach eingegliedert. 2001 fand die 675-Jahr-Feier des Ortes statt.

### Einwohnerzahlen
Einwohnerzahlen des Ortes:
| Jahr | Einwohner |
| ---- | --------- |
| 1818 | 773       |
| 1885 | 883       |
| 1895 | 809       |
| 1905 | 903       |

| Jahr | Einwohner |
| ---- | --------- |
| 1910 | 902       |
| 1925 | 1001      |
| 1933 | 1021      |
| 1939 | 998       |

| Jahr | Einwohner |
| ---- | --------- |
| 1950 | 1252      |
| 1961 | 1392      |
| 1967 | 1737      |
| 1994 | 2377      |

### Ehemalige Bürgermeister
- 1956–1969: Erich Krumm († 3. August 2000)[10]

## Infrastruktur und Verkehr

### Straßenverkehr
- Holzhausen liegt nordwestlich der Landesstraße L 730 und südlich der Bundesstraße 54.
- Durch den Ort führt keine größere Straße. Am östlichen Ende zweigt von der L 730 die L 911 in Richtung Allendorf ab.
- Die nächste Auffahrt zur A 45 ist „Haiger-Burbach“ und liegt 3 km nördlich vom Ort.

### Schienenverkehr
Holzhausen verfügt über einen Haltepunkt an der Hellertalbahn, hier verkehrt die Linie RB96 Betzdorf (Sieg) – Haiger – Dillenburg der Hessischen Landesbahn, Betriebsbereich Dreiländerbahn.
| Linie | Verlauf | Takt    |
| ----- | --- | ------- |
| RB 96 | Hellertal-Bahn: Betzdorf (Sieg) – Grünebacherhütte – Grünebach Ort – Sassenroth – Königstollen – Herdorf – Struthütten – Altenseelbach – Neunkirchen (Kr Siegen) – Wahlbach (Kr Siegen) – Burbach (Kr Siegen) – Würgendorf (Ort) – Würgendorf – Holzhausen (Kr Siegen) – Niederdresselndorf – Allendorf (Dillkr) – Haiger Obertor – Haiger – Sechshelden – Dillenburg Stand: Fahrplanwechsel Dezember 2021 | 120 min |

### Industrieansiedlung
Ein kleines Industriegebiet liegt am westlichen Ende des Ortes.

## Sehenswürdigkeiten
Der Ort verfügt über eine große Anzahl historischer Bauten. Besonders sehenswert ist die Holzhäuser Kirche, deren Baugeschichte bis ins 13. Jahrhundert zurückgeht. Im Glockenturm befinden sich noch zwei Glocken aus den Jahren 1450 und 1459. Des Weiteren sind das Fachwerkhaus mit dem Namen „Fiesterhannes“ (zu deutsch „Fensterhannes“) aus dem Jahre 1691 und der über 250 Jahre alte Backes sehenswert.

## Schule und Freizeit
1560 gab es die erste Lateinschule im Dorf, 21 Jahre später, 1581, wurde die reformierte Lehre eingeführt. 1998 wurde die „Alte Schule“ restauriert.
Zwischen 1877 und 1879 wurden verschiedene Vereine im Ort gegründet, 1919 kam ein politischer hinzu, der erste SPD-Ortsverein im Siegerland wurde gegründet. Neben den genannten gibt es einen Männergesangverein und eine Freiwillige Feuerwehr im Ort.
Im Süden des Ortes liegt der Sportplatz der Sportgemeinschaft Hickengrund e. V., die bereits 1919 gegründet wurde.

## Persönlichkeiten
- Steffen Mengel (* 1988), deutscher Tischtennisspieler
- Markus Hering (* 1960), deutscher Film- und Theater-Schauspieler